# James Mann (journaliste)
Ne doit pas être confondu avec James Mann (5e comte Cornwallis).
James Henry JR Mann, signant parfois de Jim Mann est un journaliste d'investigation et écrivain, né en 1946 à Albany (New York) et basé à Washington, aux États-Unis.
Il est l'auteur de différents livres d'histoire, sur les relations entre la Chine et les États-Unis et sur la politique étrangère des États-Unis. Il est l'auteur de différents ouvrages classés sur la New York Times Best Seller list, dont Rise of The Vulcans, à propos du cabinet de guerre de George W. Bush.
Il a travaillé pendant deux décennies pour le Los Angeles Times à The Baltimore Sun, à Philadelphia Inquirer ainsi qu'au New Haven Journal-Courier.
Il a servi de correspondant à la cour suprême des États-Unis au Los Angeles Times. Il a travaillé plus tôt pour le Washington Post, où il a participé à la couverture de l'affaire du Watergate.

## Biographie
Il né en 1946 à Albany (New York).
Il étudie à l'université Harvard.
Il écrit en 1992, dans The Atlantic une « analyse institutionnelle » des forces bureaucratique de l'affaire du Watergate. Il déduit que « Gorge profonde » appartient au FBI et est certainement Mark Felt,.

## Distinctions
- 1993, 1999 : Edwin M. Hood Award for diplomatic correspondence, du National Press Club[1]
- 1997 : Goldsmith Prize for Investigative Reporting (en)
- 1999 : Edward Weintal Prize for diplomatic reporting[1]
- 2005 : Berlin Prize (en)
- 2000 : New York Public Library Helen Bernstein book award.
- 2000 : Asia Pacific Book Award (Japon)
- 2010 : Ambassador Book Award of the English-Speaking Union